# Генеральное консульство Российской Федерации в Эрдэнэте
Генера́льное ко́нсульство Росси́йской Федера́ции в Эрдэнэ́те (Монго́лия) — учреждение Министерства иностранных дел России в Монголии, осуществлявшее консульские функции в городе Эрдэнэт и части северного региона страны (аймаки Булган, Архангай, Орхон и Хувсгел).
Генеральное консульство было закрыто распоряжением Правительства Российской Федерации от 2 августа 2017 года.

## История консульства
Город Эрдэнэт был основан в начале 1970-х годов и строился при широком участии советских специалистов. Консульство СССР в Эрдэнэте было открыто в 1976 году, а в 1981 году оно было преобразовано в генеральное консульство.
Генеральное консульство располагалось по адресу: 5-й микрорайон (п/я 8330), город Эрдэнэт, аймак Орхон, Монголия. Распоряжением Правительства Российской Федерации № 1657-р от 2 августа 2017 года генеральное консульство в Эрдэнэте было закрыто.

## Генеральные консулы СССР и России в Эрдэнэте
| Срок      | Консул                         | Годы жизни                | Прим.                |
| --------- | ------------------------------ | ------------------------- | -------------------- |
| 1976—1977 | Иван Ефимович Луковников*      | ? — ?                     | [ 5 ]                |
| 1977—1981 | Леонид Салиджанович Садыков*   | ? — ?                     | [ 5 ]                |
| 1982—1987 | Билар Емазаевич Кабалоев       | 11(24).11.1917—01.04.2009 | [ 6 ] [ 7 ]          |
| 1987—1992 | Валерий Константинович Петров  | 16.04.1944—04.03.2014     | [ 5 ] [ 8 ]          |
| 1992—1997 | Валерий Николаевич Ревин       | род. 24.02.1948           | [ 5 ]                |
| 1997—2000 | Александр Валентинович Федулов | род. 16.07.1949           | [ 9 ] [ 10 ]         |
| 2000—2003 | Юрий Константинович Чигвинцев  | род. 01.09.1938           | [ 11 ] [ 12 ]        |
| 2003—2006 | Владимир Манцынович Басанов    | род. 26.11.1948           | [ 13 ]               |
| 2006—2010 | Александр Васильевич Мигалкин  | 20.06.1958—01.12.2012     | [ 14 ] [ 15 ] [ 16 ] |
| 2010—2014 | Александр Валентинович Федулов | род. 16.07.1949           | [ 9 ] [ 10 ]         |
| 2014—2017 | Рыгзын Ракшаевич Ракшаев       | род. 14.06.1955           | [ 17 ] [ 18 ]        |

* Консул.